# Iglesia de Nuestra Señora de la Concepción (Póvoa de Varzim)
La Iglesia Matriz de Póvoa de Varzim (Iglesia de Nuestra Señora de la Concepción, en portugués Igreja de Nossa Senhora da Conceição) es una iglesia barroca erigida en 1743.
Es una iglesia barroca setecentista con un retablo rococó en la capilla mayor bastante rico. En ella pueden encontrarse siglas poveiras escrituras a lo largo de los siglos por los pescadores.
- Wikimedia Commons alberga una categoría multimedia sobre Iglesia de Nuestra Señora de la Concepción.

- Datos: Q6787901
- Multimedia: Igreja matriz da Póvoa de Varzim / Q6787901